# Burnham Overy
Pour les articles homonymes, voir Burnham et Overy.
Burnham Overy est une paroisse civile et un village du Norfolk, en Angleterre.